# Baai van Narinda
De baai van Narinda (Frans: baie de Narinda, baie Narendry; Malagasi: Helodrano Narinda) is een baai in het noordwesten van het eiland Madagaskar bij de regio Sofia. De baai is onderdeel van de Straat Mozambique, die het eiland van Afrika scheidt.
In het noorden van de baai ligt het eiland Nosy Lava.